# Фермаова теорема (анализа)
Овај чланак је о Фермаовој теореми о стационарним тачкама. За друге Фермаове теореме, погледајте Фермаова теорема.
Фермаова теорема је теорема у реалној анализи, названа по француском математичару по имену Пјер де Ферма. Она даје метод за проналажење локалних екстремума (максимума и минимума) диференцијабилних функција, показивањем да је сваки локални екстремум функције стационарна тачка (извод функције у тој тачки је једнак нули). Тако, коришћењем Фермаове теореме, проблем налажење екстремума може да се сведе на решавање једначине.
Важно је имати у виду да Фермаова теорема даје само неопходан али не и довољан услов за локални екстремум функције. Значи неке стационарне тачке нису локални екстремуми, већ су превојне тачке. Да би се утврдило да ли је стационарна тачка локални екстремум функције, и ако јесте, да ли се ради о локалном максимуму или минимуму, неопходно је да се анализира други извод функције (ако он постоји)

## Теорема
Нека је {\displaystyle f\colon (a,b)\rightarrow \mathbb {R} } функција, и претпоставимо да је {\displaystyle \displaystyle x_{0}\in (a,b)} локални екстремум од {\displaystyle \displaystyle f}. Ако је {\displaystyle \displaystyle f} диференцијабилна у {\displaystyle \displaystyle x_{0}} онда је {\displaystyle \displaystyle f'(x_{0})=0}.